# راه بوستون
راه بوستون (انگلیسی: Road to Boston; کره‌ای: 1947 보스톤) یک فیلم ورزشی زندگی‌نامه‌ای به کارگردانی کانگ جه گیو و با بازی ها جونگ-وو، ایم شی‌وان، به سونگ-وو و کیم سانگ هو است. این فیلم داستان ورزشکار کره‌ای که در ماراتون بین‌المللی بوستون سال ۱۹۴۷، نخستین ماراتون بین‌المللی که پس از جنگ جهانی دوم برگزار شد را به تصویر می‌کشد. راه بوستون در ۲۷ سپتامبر ۲۰۲۳، همزمان با تعطیلات چوسوک در کره جنوبی منتشر شد.